# Dorothy Spicer
 Dorothy Spicer  (* 31. Juli 1908 in Hadley Wood, England; † 23. Dezember 1946 in Brasilien) war eine britische Fliegerin und Luftfahrtingenieurin.  1935 erhielt sie als erste Frau die Top-D-Lizenz im Flugzeugbau und war die erste Frau der Welt, die alle vier Lizenzen des Luftfahrtministeriums für Flugzeugtechnik erwarb.

## Leben und Werk
Spicer war die einzige Tochter des Börsenmaklers Norman Spicer und seiner Frau Hilda Mary Sisterson. Sie besuchte die Godolphin School in Brüssel und studierte am University College London. 1929 lernte sie im London Aeroplane Club am Stag Lane Aerodrome fliegen. Hier lernte sie Pauline Gower kennen, die für ihren Berufspilotenschein studierte und ihre Freundin wurde. 1931 gründete sie mit ihr zusammen ein Unternehmen, ließen sich in Hunstanton, Norfolk, nieder und boten Touristen Fahrgeschäfte an. Nachdem sie technische Qualifikationen erworben hatten, betrieben sie eine Flugzeugreparaturwerkstatt auf Hayling Island. 1933 nahm Spicer an 200 Flugvorführungen teil, um Geld für britische Krankenhäuser zu sammeln. Am Ende der Flugsaison 1933 ließ sie sich in Cowes nieder und begann eine sechsmonatige praktische und theoretische Ausbildung bei den  Saunders-Roe-Werken. Dort lernte sie das Aufrüsten und Konstruieren von Flugzeugzellen. Sie studierte in dieser Zeit für die B-Ingenieurlizenz, obwohl die Einrichtungen, die Fortgeschrittenenkurse anboten, auf Männer beschränkt waren. Sie erwarb ihre B-Lizenz als erste Frau der Welt.  Von 1934 bis 1935 arbeitete sie als einzige Ingenieurin bei den Firmen Napier in London und dann bei Cirrus-Hermes in Brough. Dort erhielt sie ihre „D“ Ground Engineer’s License. Wieder war sie die einzige Frau, die unter mehreren hundert Männern studierte. Sie war die erste Frau auf der Welt, die alle vier Lizenzen für Bodeningenieure des Luftfahrtministeriums besaß. Die D-Lizenz qualifizierte sie für die Zertifizierung von Triebwerken nach Reparatur und Überholung. 1936 wurde sie Chefingenieurin bei Tom Campbell Blacks Air Display. 1938 heiratete sie den Flight Lieutenant Richard Pearse, mit dem sie 1939 eine Tochter bekam. Danach wurde sie 1938 auf eine technische Stelle beim Luftfahrtministerium in Farnborough berufen. Dies war außergewöhnlich, da in den 1930er Jahren von Frauen erwartet wurde, dass sie nach ihrer Heirat ihre Arbeit aufgaben. 1940 arbeitete sie als Luftbeobachterin und wissenschaftliche Mitarbeiterin und war an der Entwicklung einer Vielzahl neuer Flugzeugtypen und Ausrüstungsgegenstände beteiligt. Nach dem Krieg wurde ihr Ehemann südamerikanischer Vertreter der British Aviation Services (heute: Britavia) in Rio de Janeiro. Auf dem Weg dorthin starb sie 1946 mit ihrem Mann in einem Verkehrsflugzeug, das im dichten Nebel in der Nähe eines Berges 16 km vom Flughafen Rio de Janeiro entfernt abstürzte. Sie war Gründungsmitglied der Society of Licensed Aircraft Engineers (SLAE), die ihr zu Ehren einen Dorothy Spicer Memorial Award ins Leben gerufen hat. Mit Pauline Gower schrieb sie das Buch Women With Wings (1938), zu dem die Pilotin Amy Johnson das Vorwort schrieb.